# Formicosepsis oedipus
Formicosepsis oedipus är en tvåvingeart som först beskrevs av Papp 2006.  Formicosepsis oedipus ingår i släktet Formicosepsis och familjen Cypselosomatidae.
Artens utbredningsområde är Thailand. Inga underarter finns listade i Catalogue of Life.